# Hamidijja
Hamidijja (arab. حميدية) – wieś w Syrii, w muhafazie Aleppo, w dystrykcie Dżabal Siman. W 2004 roku liczyła 125 mieszkańców.